# Lochryjev poraz
Lochryjev poraz, znan tudi kot Lochryjev pokol, je bila bitka, ki se je odvijala 24. avgusta 1781 blizu današnje Aurora, Indiana, v Združenih državah Amerike. Bitka je bila del ameriške revolucionarne vojne (1775–1783), ki se je začela kot konflikt med Veliko Britanijo in Trinajstimi kolonijami, preden se je razširila na zahodno fronto, kjer so ameriški Indijanci vstopili v vojno kot britanski zavezniki. Bitka je bila kratka in odločilna: približno sto Indijancev lokalnih plemen, ki jih je vodil Joseph Brant, mohawški vojaški poglavar, ki je bil začasno na zahodu, je napadlo podobno število pensilvanske milice pod vodstvom Archibalda Lochryja. Brant in njegovi možje so ubili ali zajeli vse Pensilvance, ne da bi utrpeli kakršne koli žrtve.
Lochryjeva sila je bila del vojske, ki jo je zbral brigadni general George Rogers Clark za kampanjo proti Detroitu, britanskemu regionalnemu poveljstvu. Clark, najpomembnejši ameriški vojaški vodja na severozahodni fronti, je sodeloval z guvernerjem Thomasom Jeffersonom iz Virginije pri načrtovanju odprave za zavzetje Detroita, s čimer sta upala, da bosta končala britansko podporo indijanskim vojnim prizadevanjem. V začetku avgusta 1781 sta Clark in približno 400 mož zapustila Fort Pitt v Pensilvaniji z ladjo, plula po reki Ohio nekaj dni pred Lochryjem in njegovimi možmi, ki so jih poskušali dohiteti.
Sila Josepha Branta je bila del združene britanske in indijanske vojske, ki se je zbirala za boj proti Clarkovi ofenzivi. Brant je imel premalo mož, da bi se spopadel s Clarkom, toda ko je prestregel sporočila, ki so potovala med Clarkom in Lochryjem, je izvedel za Lochryjevo manjšo skupino, ki je prihajala zadaj. Ko je Lochry pristal, da bi nahranil svoje može in konje, je Brant sprožil svoj izjemno uspešen napad iz zasede. Ker je Clark uspel rekrutirati le delček mož, ki jih je potreboval za svojo kampanjo, je izguba Lochryjevih mož povzročila odpoved Clarkove odprave.

## Ozadje
V dolini reke Ohio se je ameriška revolucionarna vojna borila predvsem med ameriškimi kolonisti južno in vzhodno od reke Ohio (v današnji zahodni Pensilvaniji, Zahodni Virginiji in Kentuckyju) ter ameriškimi Indijanci z njihovimi britanskimi zavezniki severno od reke (zdaj Srednji zahod Združenih držav Amerike). Iz Detroita so Britanci rekrutirali in oskrbovali indijanske vojne skupine za napad na ameriške utrdbe in naselja, v upanju, da bodo preusmerili ameriške vojaške vire iz glavnega vojnega gledališča na vzhodu, pa tudi obdržali Indijance – in donosno trgovino s krznom – trdno vezane na Britanski imperij. Indijanci dežele Ohio, predvsem Shawnee, Mingo, Delaware in Wyandot, so upali, da bodo pregnali ameriške naseljence iz Kentuckyja in si povrnili svoja lovišča, ki so jih izgubili v Pogodbi iz Fort Stanwixa (1768) in vojni lorda Dunmoreja (1774).
Američani so si prizadevali obdržati Kentucky in si zagotoviti ozemeljske zahteve do regije z občasnimi odpravami proti sovražnim indijanskim naseljem severno od reke Ohio. George Rogers Clark, častnik milice Virginije v Kentuckyju, je verjel, da lahko Američani na koncu zmagajo v mejni vojni z zavzetjem Detroita. Temelje za ta cilj je postavil leta 1779 z zavzetjem britanske postojanke Vincennes, Indiana in zajetjem britanskega poveljnika Detroita, podguvernerja Henryja Hamiltona. "Ta udarec", je dejal Clark,""bo skoraj končalo indijansko vojno." Clark se je pripravljal na kampanjo v Detroitu leta 1779 in ponovno leta 1980, vendar je vsakič odpovedal odpravo zaradi pomanjkanja ljudi in zalog. "Detroit je bil izgubljen zaradi pomanjkanja nekaj mož," je tožil.

## Načrtovanje Clarkove kampanje
[Če] nam spodleti pri naših sedanjih načrtih in se ne bo zgodila nobena odprava, se je bati, da bodo posledice usodne za celotno mejo... —George Rogers Clark do Georgea Washingtona, 20. maj 1781
Konec leta 1780 je Clark odpotoval na vzhod, da bi se posvetoval s Thomasom Jeffersonom, guvernerjem Virginije, o odpravi leta 1781. Jefferson je zasnoval načrt, po katerem naj bi Clark vodil 2.000 mož proti Detroitu, z upanjem, da bi preprečil govorice o britanski ofenzivi proti Kentuckyju. Da bi se izognil morebitnim sporom glede čina s kontinentalnimi vojaškimi polkovniki med organizacijo kampanje, je Clark zahteval, da ga Jefferson poviša v brigadnega generala v kontinentalni vojski. Vojaška pravila pa so Clarku preprečevala, da bi prejel kontinentalno imenovanje, ker je Clark svoj polkovniški čin prejel od Virginije in ne od Združenih držav. Jefferson je namesto tega Clarka povišal v virginijski čin "brigadnega generala sil, ki naj bi se zbrale na odpravi zahodno od Ohia". Januarja je Clark odšel v Fort Pitt v zahodni Pensilvaniji, da bi zbral svoje može in zaloge. Njegov cilj je bil, da bo odprava pripravljena za odhod iz Fort Pitta do 15. junija.
Kot pri prejšnjih kampanjah je bilo tudi tokrat problematično zbrati dovolj mož. Jefferson je pozval zahodne okraje Virginije, naj zagotovijo milico za Clarkovo kampanjo, vendar so okrajni uradniki protestirali, da ne morejo odstopiti mož. Milica ni želela oditi na dolgotrajno odpravo – odsotni bi bili šest mesecev do enega leta – medtem ko so bile njihove družine in domovi ogroženi s strani vojske lorda Cornwallisa na vzhodu, z indijanskimi napadi s severa in s strani lojalistov doma. Zaradi tega odpora je Jefferson pozval prostovoljce, namesto da bi milici ukazal, naj spremlja odpravo.
Poleg prostovoljcev je Jefferson uredil tudi, da je Clarka spremljal polk 200 rednih kontinentalnih vojakov pod polkovnikom Johnom Gibsonom. Dolgotrajne napetosti med častniki kontinentalne vojske in milico so pa takšno sodelovanje oteževale. Polkovnik Daniel Brodhead, poveljnik kontinentalne vojske v Fort Pittu, je zavrnil dodelitev mož za Clarkovo kampanjo, ker je sam pripravljal odpravo proti Delawarskim Indijancem, ki so se nedavno pridružili vojni proti Američanom. Brodhead je marca vkorakal v Ohijsko deželo in uničil glavno mesto Delawarskih Indijancev Coshocton. To je povzročilo, da so Delawarci postali bolj odločni sovražniki in Clarku je odvzelo nujno potrebne može in zaloge za kampanjo v Detroitu.
Clark je imel težave tudi pri novačenju mož iz Pensilvanije: dolgotrajna zamera zaradi nedavno rešene mejne razprave med Virginijo in Pensilvanijo je pomenila, da je le malo Pensilvancev bilo pripravljenih sodelovati v odpravi, ki jo je vodil Virginijec. Clarkov sporni poskus, da bi vpoklical Pensilvance v službo, je povzročil še več slabe volje. Eden od Pensilvancev, ki je podpiral Clarka, je bil polkovnik Archibald Lochry, poveljnik milice okrožja Westmoreland. 4. julija je Lochry pisal Josephu Reedu, predsedniku Vrhovnega izvršnega sveta Commonwealtha Pensilvanije:
Tukaj imamo to poletje zelo težke čase. Sovražnik je skoraj nenehno v našem okrožju, ubija in ujema prebivalce. Ne vidim načina, kako bi se lahko branili, razen z ofenzivnimi operacijami. General Clarke  [sic] je zahteval našo pomoč, da bi mu omogočili izvedbo odprave v indijansko deželo.
Z Reedovo odobritvijo je Lochry začel novačiti moške za Clarkovo odpravo. Mnogi moški iz Westmorelanda niso želeli pustiti svojih domov nebranjenih, zato je Lochry uspel vpoklicati le okoli 100 prostovoljcev za kampanjo.
Ko je Clark končno zapustil Fort Pitt avgusta, ga je spremljalo le 400 mož, čeprav je pričakoval, da se bo srečal z Lochryjem in njegovimi Pensilvanci v Fort Henryju (današnji Wheeling, Zahodna Virginija). Clark je bil jezen zaradi pomanjkanja podpore njegovi kampanji, vendar je še vedno upal, da bo milica iz Kentuckyja, ki naj bi se z njim srečala v Fort Nelsonu (Louisville, Kentucky), zagotovila dodatne moške. Nameraval je vsaj izvesti odpravo proti sovražnim Indijancem, če ne bi imel dovolj mož za napad na Detroit.

## Indijanske in britanske priprave
Zahvaljujoč učinkoviti obveščevalni mreži so britanski uradniki in njihovi zavezniki ameriški Indijanci že februarja vedeli za Clarkovo načrtovano odpravo. Aprila je bil v Detroitu sklican svet, da bi pripravili obrambo. Poveljnik v Detroitu je bil major Arent DePeyster, zamenjava Henryja Hamiltona, ki je poročal siru Fredericku Haldimandu, guvernerju province Quebec. DePeyster je uporabljal agente britanskega indijanskega oddelka, kot sta bila Alexander McKee in Simon Girty, ki sta imela oba tesne odnose z ameriškimi Indijanci iz Ohia, za usklajevanje britanskih in indijanskih vojaških operacij.
Konferenci v Detroitu se je pridružila delegacija Irokezov, ki jo je vodil Joseph Brant (ali Thayendanegea), vojaški vodja Mohawkov, enega od šestih narodov Irokeške konfederacije. Brant je bil ob začetku vojne manjši vojaški poglavar, vendar sta ga njegova sposobnost govorjenja angleščine in njegove povezave z britanskimi uradniki naredile pomembnega v očeh Britancev. Ko je Brant leta 1775 odpotoval v London, da bi razpravljal o pritožbah Mohawkov glede zemlje, mu je lord George Germain, 1. vikont Sackville, kolonialni sekretar, nejasno obljubil, da bodo, če bodo Irokezi med vojno podprli krono, pritožbe domorodcev glede zemlje odpravljene po zatrtju upora. Brant se je vrnil domov in spodbudil Irokeze, ki so večinoma živeli v zvezni državi New York, da vstopijo v vojno kot britanski zavezniki. Štirje rodovi Šestih narodov so to sčasoma storili.
Brant je med vojno postal spreten partizanski poveljnik, sprva je vodil približno 100 mož, znanih kot "Brantovi prostovoljci". Ker so tradicionalni irokeški voditelji Branta imeli za novinca, ki je bil preveč tesno povezan z Britanci, je bila večina njegovih prostovoljcev belih lojalistov. Brant je med vojno pridobil dodatne domorodne privržence in je bil morda edini Indijanec, ki je bil imenovan za britanskega stotnika, vendar ni bil, kot se je včasih trdilo, glavni vojni poglavar Irokezov. Brant je sodeloval v skupni britansko-indijanski invaziji na New York leta 1777, ki se je za Britance končala s katastrofalno predajo pri Saratogi. Nato je vodil številne obmejne napade, tako pred kot po obsežni ameriški invaziji leta 1779, ki je opustošila irokeške dežele.
Aprila, ko je bila meja New Yorka v ruševinah, so Britanci Branta premestili v Detroit. Uradni razlog za premestitev je bil, da je bil Brant potreben za pomoč pri zbiranju indijanske podpore za preprečitev Clarkove pričakovane kampanje. Očitni neuradni vzrok je bil, da je bil Brant, ki je bil običajno zmeren pivec, premeščen po pijanskem pretepu z uradnikom indijanskega oddelka v Fort Niagari. Čeprav so imeli "zahodni Indijanci" iz države Ohio in regije Detroit napete odnose z Irokezi, so previdno sprejeli Brantovo pomoč.
Na detroitskem svetu je DePeyster spodbudil Indijance, naj se združijo in pošljejo sile, ki bi nasprotovale Clarkovi odpravi. Maja so indijanski voditelji in uradniki indijanskega oddelka začeli zbirati bojevnike v mestu Wyandot Upper Sandusky za ta namen. Sredi avgusta sta Brant in George Girty, Simonov brat, odšla na jug do reke Ohio z okoli 90 irokeškimi, Shawnee in Wyandot bojevniki ter nekaj belci, medtem ko sta McKee in Simon Girty nadaljevala z zbiranjem okrepitev.

## Lochry sledi Clarku
V začetku avgusta je Clark s svojimi četami po reki Ohio odplul v Wheeling, kjer naj bi se srečal z Lochryjem in njegovimi možmi. Po petih dneh čakanja dlje, kot je bilo načrtovano, se je Clark odločil zapustiti Wheeling brez Lochryja, ker so možje že dezertirali iz odprave in Clark je verjel, da če jih bo spravil dlje od doma, bodo manj nagnjeni k pobegu. Ko je Lochry končno prispel v Wheeling 8. avgusta, je ugotovil, da je Clark odšel le nekaj ur prej. Lochry je Clarku poslal naslednje sporočilo:
Moj dragi general.

Pravkar sem prispel na to postojanko. Ugotavljam, da ni ostalo ne čolnov, ne zalog, ne streliva. Poslal sem majhen kanu za vami, da bi izvedel, kaj je treba storiti. Če pošljete nazaj te omenjene predmete in z navodili, kje vas bom dohitel, bom sledil. Smo več kot sto močni, vključno z lahko konjenico.
Clark je 9. avgusta iz Middle Islanda (Zahodna Virginija) odgovoril Lochryju:
Zelo mi je žal, da sem po tako dolgem čakanju na vas odšel le dan pred vašim prihodom.... Zelo sem nesrečen, ker se nismo združili v Weelindu [Wheeling], vendar ne vem, ali je kriv kateri od naju, milica z nami še naprej dezertira, in posledično ne morem dolgo ostati na enem mestu, sicer bi bil vesel, da bi se tukaj združili.... Počasi se bom premikal iz prej navedenih razlogov in uporabili boste največjo marljivost, saj nas ne morete prehiteti brez našega znanja. V zadnjem času sem veliko trpel, vendar me spet spodbujate.
Po izdelavi čolnov sta Lochry in njegovi možje odpluli iz Wheelinga, v upanju, da bodo dohiteli glavni del odprave. Medtem je Clark pustil majorja Charlesa Cracrafta z zalogami in majhno skupino mož na Camp Three Island, da bi počakali na Lochryjev prihod. Nižje po Ohiu se je Clark ustavil pri ustju reke Kanawha, vendar se je spet odločil, da bo nadaljeval pot, da bi preprečil dezerterstvo. Clark je pustil pismo, pritrjeno na drog, ki je Lochryju naročilo, naj nadaljuje sledenje.
14. avgusta je Lochry pisal Clarku, da so njegovi možje "zelo dobre volje in odločeni, da gredo, kamor jim je naročeno" in da je celo prijel 16 dezerterjev iz Clarkove sile in jih pripeljal s seboj. Naslednji dan je Lochry našel majorja Cracrafta na Camp Three Island. Cracraft je Lochryju predal velik konjski čoln, nato pa je odšel s kanujem, da bi se ponovno pridružil Clarkovim četam. Naslednji dan, 16. avgusta, je Lochry poslal stotnika Samuela Shannona in sedem mož s pismom Clarku. V pismu je Lochry prosil Clarka, naj pusti več zalog, ker mu je zmanjkovalo moke in ni želel, da bi ga zadržalo pošiljanje lovcev za nabavo hrane. Lochry je naslednji dan poslal dva moža na lov, vendar se nista nikoli vrnila.

## Zaseda na Ohiu
V noči na 18. avgust sta Clark in njegovi možje plula mimo ustja reke Great Miami, blizu današnje meje med Ohiom in Indiano. Brantova skupina je bila skrita na severnem bregu Ohia, vendar z premalo možmi, da bi se soočila z Clarkovo večjo silo, je Brant ostal tiho in pustil Clarka neovirano mimo. To je bila zamujena priložnost za britanske in indijanske vojne napore: če se McKee in Simon Girty ne bi zadržala med zbiranjem okrepitev, bi lahko napadla Clarka, ki so se ga Indijanci bali bolj kot katerega koli drugega poveljnika, v trenutku, ko ga je dezerterstvo naredilo ranljivega. Po besedah zgodovinarja Randolpha Downesa, "Študenti življenja Georgea Rogersa Clarka nikoli niso dovolj poudarili, kako blizu sta bila on in njegova odprava popolnemu uničenju, ko sta se leta 1781 spuščala po reki Ohio."
Čeprav je zamudil priložnost za zasedo Clarka, je Brant kmalu našel drugo tarčo. 21. avgusta, je Brant ujel majorja Cracrafta in šest mož, ki so poskušali dohiteti Clarka. Brant je ujel tudi nekaj mož iz oddelka stotnika Shannona. Iz pisem, ki so jih nosili njegovi ujetniki, je Brant izvedel, da Lochryjeva skupina ni daleč zadaj. Brant je poslal pismo McKeeju, v katerem ga je pozval, naj pohiti, ker "dokler so sovražniki razkropljeni, jih lahko zlahka obvladamo". Brant se je pripravljal na napad na Lochryja, ne glede na to, ali bodo McKeejeve okrepitve prispele pravočasno.
Okoli 8:00 zjutraj 24. avgusta, na dan bitke, je Lochryjeva skupina pristala na severnem bregu reke Ohio, blizu ustja potoka Laughery Creek, približno 11 milj (18 km) pod ustjem reke Great Miami. Po nekaterih kratkih poročilih je Brant Lochryja zvabil na kopno z zvijačo, tako da je pustil ujete Američane na vidnem mestu in napadel, ko je Lochry pristal. Po podrobnejših poročilih je Brant načrtoval to prevaro, vendar so Pensilvanci po naključju pristali kratek čas gorvodno, ne da bi videli ujetnike. Kljub temu so se Lochryjevi možje izkrcali dovolj blizu, da je Brant, ki ga McKee še ni okrepil, še vedno lahko izvedel svoj napad.
Čeprav je Lochry vedel, da je na sovražnem ozemlju, je po dveh dneh neprekinjenega potovanja pristal s svojo majhno flotiljo, ker je moral nahraniti svoje može in konje. Po pristanku so Američani za zajtrk skuhali sveže bivolje meso in pokosili travo za svoje konje, očitno niso sprejeli ustreznih varnostnih ukrepov. Skrit v bližnjem gozdu je Brant prerazporedil svoje može in nato odprl ogenj, s čimer je Američane popolnoma presenetil. Nekateri Američani so se borili, dokler jim ni zmanjkalo streliva, čeprav drugi očitno niso imeli pripravljenega orožja, ko se je napad začel. Nekateri Američani so poskušali pobegniti z ladjo, vendar je Brant to predvidel in postavil može v kanuje, da bi preprečil kakršen koli umik. Ko je videl, da je brezupno ujet, je Lochry pozval svoje može k predaji.
Čeprav sta bili obe strani približno enaki po številu, je Brant dosegel prepričljivo zmago. Vsi Američani so bili ubiti ali ujeti; nihče od Brantovih mož ni bil poškodovan. Po podrobnem seznamu, ki ga je pripravil Brant in poslal v Detroit, je bilo ubitih 37 Američanov in ujetih 64. 
Nekateri od mrtvih Američanov – nekateri viri pravijo večina – so bili usmrčeni po predaji. To je vključevalo Lochryja, ki je po bitki sedel na hlodu, ko ga je Shawnee bojevnik ubil z udarcem tomahawka v glavo. Po nekaterih poročilih je Brant Indijancem preprečil, da bi ubili še več ujetnikov. Mrtve so skalpirali in jih pustili nepokopane.

## Posledice
Po bitki so domorodni bojevniki in rangerji oklevali, da bi se približali Clarkovi glavni sili. Brant je ujetnike odpeljal navzgor po reki Miami. 27. avgusta se je srečal s približno 300 Indijanci, ki jih je vodil McKee in približno 100 Butlerjevih rangerjev, ki jih je vodil kapitan Andrew Thompson. Pustili so oddelek za varovanje ujetnikov, združena indijanska in britanska sila približno 500 mož se je odpravila proti Fort Nelsonu v zasledovanju Clarkove glavne vojske. 9. septembra sta dva ujeta Američana razkrila, da je bila Clarkova odprava odpovedana zaradi pomanjkanja mož. Zadovoljni, da je bila kampanja uspešno zaključena, se je večina britansko-indijanske vojske razšla, čeprav je McKee prepričal 200 mož, da so ga spremljali na napadu v Kentucky, kar je kulminiralo v tem, kar so Kentuckyjci imenovali "pokol Long Run".
64 ameriških ujetnikov je bilo razdeljenih med plemena. Nekaj teh ujetnikov je bilo kasneje ubitih. Kot je bila njihova navada, so Indijanci nekatere ujetnike odpeljali domov in jih obredno posvojili, da bi nadomestili padle bojevnike. Večino pa so prodali Britancem v Detroitu in jih nato prenesli v zapor v Montrealu. Nekaterim je uspelo pobegniti iz ujetništva; preostali so bili izpuščeni po koncu vojne leta 1783. Od 100 ali več mož, ki so sodelovali v Lochryjevi odpravi, je število tistih, ki so se sčasoma vrnili domov, ocenjeno od "manj kot polovica" do "več kot polovica".
Lochryjev poraz, kot se je bitka na splošno imenovala v ameriški zgodovini, je bil uničujoč udarec za prebivalce okrožja Westmoreland. Prizadet je bil skoraj vsak dom. Prebivalci okrožja so bili zaskrbljeni, ker so izgubili toliko svojih najbolj izkušenih vojakov v času, ko so bili potrebni za obrambo meje. 3. decembra je general William Irvine, novi poveljnik v Fort Pittu, pisal Josephu Reedu:
Žal mi je, da moram vašo ekscelenco obvestiti, da je to državo močno prizadel hud udarec zaradi izgube polkovnika Lochryja in približno sto (pravijo) najboljših mož okrožja Westmoreland, vključno s stotnikom Stockelyjem in njegovo četo rangerjev. Odpravljali so se po Ohiju na odpravo generala Clarka, številna poročila se strinjajo, da so bili vsi ubiti ali ujeti ob ustju reke Miame  [sic]. Verjamem, da so bili večinoma ubiti. Ta nesreča, dodana neuspehu odprave generala Clarka, je ljudi napolnila z velikim obupom. Mnogi govorijo o upokojitvi na vzhodni strani gore zgodaj spomladi. Resnično obstaja velik razlog za bojazen, da nas bodo divjaki in morda Britanci iz Detroita spomladi močno pritisnili, in verjamem, da nikoli ni bilo postojank – niti države – v slabšem obrambnem stanju.
Izguba Lochryjevega odreda se je izkazala za usoden neuspeh Clarkove kampanje leta 1781. V začetku septembra je Clark imel vrsto posvetov z častniki milice Kentuckyja v Fort Nelsonu. Clark je še vedno zagovarjal izvedbo odprave v Ohio Country, rekoč, da "sem pripravljen vas voditi v katero koli akcijo, ki ima najbolj oddaljeno možnost prednosti, ne glede na to, kako drzna se zdi." Glede na pozno sezono in pomanjkanje razpoložljivih mož je svet preglasoval Clarka in se namesto tega odločil ostati v obrambi, čeprav so predlagali, da bi naslednje leto izvedli še eno kampanjo proti Detroitu. 1. oktobra je razočarani Clark zapisal: "Moja veriga se je očitno iztekla. Ugotavljam, da sem zaprt z nekaj vojaki, v nepomembni utrdbi, in kmalu pričakujem, da bom prenašal žalitve tistih, ki so se me več let nenehno bali." Clark je leta 1782 vodil odpravo proti mestom Shawnee na reki Great Miami, eno zadnjih akcij vojne, vendar nikoli ni uspel organizirati odprave proti Detroitu.
Nekaj časa po Lochryjevem porazu sta se Brant in Simon Girty sprla ob reki Ohio. Po sodobnih govoricah je Girty zameril Brantovemu hvalisanju o uspehu odprave, morda zato, ker je Girty verjel, da si njegov brat George zasluži več zaslug. Moška, ki sta bila menda pijana, sta se stepla, kar se je končalo, ko je Brant Girtyja z mečem udaril po glavi. Rana, ki se je celila več mesecev, je Girtyju pustila brazgotino na čelu. Ko se je Brant oktobra vrnil v Detroit, je imel na nogi ureznino z mečem, ki se je okužila in sprva je kazalo, da bo povzročila amputacijo. Rana je bila uradno prijavljena kot nenamerno samopovzročena, čeprav so govorice trdile, da je bila posledica pretepa z Girtyjem. Brantovi irokeški spremljevalci so se vrnili domov, vendar je bil Brant prisiljen ostati v Detroitu čez zimo, da bi si opomogel.

### Članki
- Bailey, De Witt. "British Indian Department". The American Revolution, 1775–1783: An Encyclopedia 1:165–77. Ed. Richard L. Blanco. New York: Garland, 1993. ISBN 0-8240-5623-X.
- Belue, Ted Franklin. "Lochry's Defeat". The American Revolution, 1775–1783: An Encyclopedia 1:954–55. Ed. Richard L. Blanco. New York: Garland, 1993. ISBN 0-8240-5623-X.
- Boatner, Mark Mayo III. "Lochry's Defeat". Encyclopedia of the American Revolution: Library of Military History, 2nd ed., 1:645. Edited by Harold E. Selesky. Detroit: Scribner's, 2006. ISBN 0-684-31513-0.
- Crecraft, Earl W. "Sidelights on the Lochry Massacre". Indiana History Bulletin 6, extra no. 2 (1929): 82–93. Available online through Fisher Family Genealogy, which also provides a PDF copy of the original article.
- Duff, William A. "Chapter 12, Christian Fast". History of North Central Ohio, Vol. 1: 97–102. Historical Publishing Co., Topeka KS and Indianapolis IN, 1931.
- Hunter, W. H. "The Pathfinders of Jefferson County." Ohio Archaeological and Historical Quarterly 6, no. 2 (1898): 140–42; 384–92. Accessed online through the Ohio Historical Society's online archive. Hunter's initial account of the expedition was expanded and corrected in an addenda.
- Maurer, C. J. "The British Version of Lochry's Defeat." Bulletin of the Historical and Philosophical Society of Ohio 10 (July 1952): 215–230.
- Pershing, Edgar J.  "The Lost Battalion of the Revolutionary War." National Genealogical Society Quarterly 16, no. 3 (1928): 44–51. Includes captured correspondence and the British list of men killed and taken prisoner. Available online through Fisher Family Genealogy, which also provides a PDF copy of the original article.
- Sugden, John. "Joseph Brant". Encyclopedia of North American Indians, 83–85. Ed. Frederick E. Hoxie. Boston: Houghton Mifflin, 1996. ISBN 0-395-66921-9.
- Warnes, Kathleen. "Lochry's Defeat". The Encyclopedia of the American Revolutionary War: A Political, Social, and Military History. 2:726. Gregory Fremont-Barnes and Richard Alan Ryerson, eds. Santa Barbara, California: ABC-CLIO, 2006. ISBN 1-85109-408-3.

### Knjige
- Bakeless, John. Background to Glory: The Life of George Rogers Clark. Lincoln: University of Nebraska Press, 1957. Bison Book printing, 1992. ISBN 0-8032-6105-5.
- Butterfield, Consul Willshire. History of the Girtys. Cincinnati: Clarke, 1890.
- Downes, Randolph C. Council Fires on the Upper Ohio: A Narrative of Indian Affairs in the Upper Ohio Valley until 1795. Pittsburgh: University of Pittsburgh Press, 1940. ISBN 0-8229-5201-7 (1989 reprint).
- English, William Hayden. Conquest of the Country Northwest of the River Ohio, 1778–1783, and Life of Gen. George Rogers Clark. Vol 2. Indianapolis: Bowen-Merrill, 1896.
- Hassler, Edgar W. Old Westmoreland: A History of Western Pennsylvania during the Revolution. Pittsburgh: Weldon, 1900.
- James, James Alton. The Life of George Rogers Clark. University of Chicago Press, 1928.
- Kelsay, Isabel Thompson. Joseph Brant, 1743–1807, Man of Two Worlds. Syracuse, New York: Syracuse University Press, 1984. ISBN 0-8156-0182-4 (hardback); ISBN 0-8156-0208-1 (1986 paperback).
- Lancaster, Bruce (1971). The American Revolution. New York: American Heritage. ISBN 0-618-12739-9.
- Mann, Barbara Alice. George Washington's War on Native America. Westport, Connecticut: Praeger, 2005. ISBN 0-275-98177-0.
- Martindale, Charles. Loughery's Defeat and Pigeon Roost Massacre. Indianapolis: Bowen-Merrill, 1888. Indiana Historical Society Publications 2, no. 4: 97–127. Pamphlet which includes Anderson's journal and other documents.
- Nelson, Larry L. A Man of Distinction among Them: Alexander McKee and the Ohio Country Frontier, 1754–1799. Kent, Ohio: Kent State University Press, 1999. ISBN 0-87338-620-5 (hardcover).
- Nester, William. The Frontier War for American Independence. Mechanicsburg, Pennsylvania: Stackpole, 2004. ISBN 0-8117-0077-1.
- Sugden, John. Blue Jacket: Warrior of the Shawnees. Lincoln: University of Nebraska Press, 2000. ISBN 0-8032-4288-3.
- Taylor, Alan. The Divided Ground: Indians, Settlers, and the Northern Borderland of the American Revolution. New York: Knopf, 2006. ISBN 0-679-45471-3.
- Van Every, Dale. A Company of Heroes: The American Frontier, 1775–1783. New York: Morrow, 1962.

### Objavljeni primarni viri
Several letters of Lochry, Joseph Reed, and General Irvine are published in the Pennsylvania Archives, 1st series, vol. 9 (Philadelphia 1854). Anderson's journal is in the Pennsylvania Archives, 6th series, 2:403–10, (Harrisburg 1906), and is available online through Fisher Family Genealogy, which also has a PDF copy of the pages from the Pennsylvania Archives. Many other letters about the campaign are printed in James A. James, ed., George Rogers Clark Papers, 2 vols. (1912; reprint New York, AMS Press, 1972).
British letters relating to Lochry's Defeat were published in Pioneer Collections: Collections and Researches Made by the Pioneer Society of the State of Michigan 2nd ed., vols. 10 and 19 (Lansing, 1908–13), and are online at the American Memory website, published by the Library of Congress. Highlights include:
- Brant to McKee August 21, 1781. Brant writes that Clark has just passed and that Lochry is approaching.
- Thompson and McKee to DePeyster August 29, 1781 Thompson and McKee report Brant's victory and forward captured American correspondence.
- De Peyster to Captains Thompson and McKee, September 13, 1781. De Peyster expresses satisfaction at Brant's victory, mixed with disappointment that the Indians did not move against Clark.
- John Macomb to Colonel Claus, September 14, 1781. A merchant at Detroit reports news of Brant's victory.
- Thompson to DePeyster September 26, 1781. Thompson reports on the dispersal of the Indians after news that Clark's expedition is cancelled.
- McKee to DePeyster September 26, 1781. McKee relays his activities after the battle, and the difficulty in getting the Indians to pursue Clark.
- DePeyster to McKee October 4, 1781. DePeyster instructs McKee to tell the Indians that no rum will be distributed at Detroit until he is sure Clark is finished for the season.
- Haldimand to DePeyster October 6, 1781. Haldimand expresses hope that Brant's example will inspire the Indians to make further efforts against Clark.
- Haldimand to Germain, October 23, 1781. Haldimand sends word to London about Brant's victory.
- Haldimand to unknown November 1, 1781. Haldimand complains that the money spent on the Indians this year had been "thrown away", with the exception of Brant and his 100 men.